# Вознесенская церковь (Белград)
Вознесенская церковь (серб. Вазнесењска црква) — храм Белградско-Карловацкой архиепископии Сербской православной церкви в столице Сербии городе Белграде. Памятник культуры.

## История
Строительство храма началось весной 1861 года по инициативе митрополита Белградского Михаила и сербского князя Михаила Обреновича для нужд военных. Проект новой церкви разработали Павле Станишич и Йован Ристич, а строительные работы возглавил Иосиф Шток. К концу 1862 года они были практически завершены, а художнику Николаю Марковичу-Распоповичу было поручено выполнение иконостаса. Церковь освящена 29 марта 1863 года митрополитом Михаилом в честь Вознесения Господня. В 1881 году был установлен новый иконостас работы Стевана Тодоровича.
В 1865 году во дворе построен церковный дом, часть которого использовалось Статистическим отделом Министерства финансов. В 1886 году министерство уступило свою часть Белградской низшей гимназии. Весной 1891 года гимназии было сдано в аренду всё здание, кроме подвала, который сдавался частным купцам. В июле-сентябре того же года построен второй церковный дом. В 1906 году гимназия переехала в другое здание, а в доме расположилось Женское учительское училище, находившиеся там до 1935 года. Затем этот дом сдавался в аренду разным учреждениям и предприятиям.
На западных вратах церкви размещена табличка с надписью:

 Из этой церкви 5 октября 1912 года, с Божьим благословением, отправился Его Величество король Пётр I Карагеоргиевич на Балканскую войну, которую благополучно и завершил и в этой церкви как победитель возблагодарил Бога за дарованную победу.
Оригинальный текст (серб.)Из ове цркве 5. октобра 1912, праћен Божјим благословом, пође Његово Величанство краљ Петар I Карађорђевић у Балкански рат, који срећно и доврши и у овој цркви као победник заблагодари Богу на дарованој победи
В 1914 году в северную стену храма попал снаряд, пущенный из австро-венгерского монитора на реке Сава. Снаряд не взорвался, а застрял в стене и начал постепенно соскальзывать. В 1921 году его удалось извлечь. В декабре 1920 года начался текущий ремонт храма, продолжавшийся до 1923 года. Генеральный ремонт проведён в 1937 году. Тогда стены храма расписал А. В. Биценко. Освящение восстановленного храма 17 октября 1937 года возглавил местоблюститель патриаршего престола митрополит Загребский Досифей.

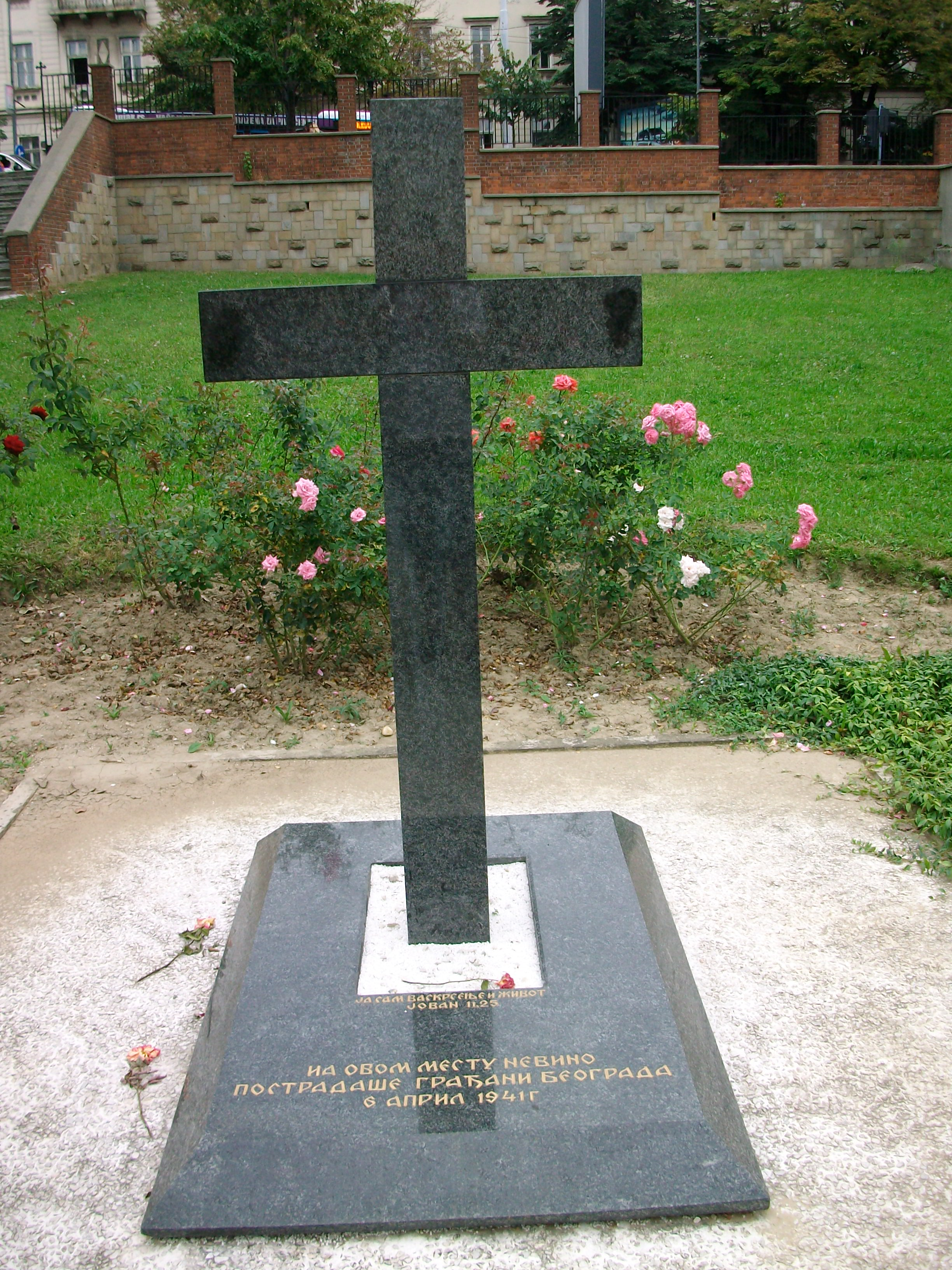
Памятник погибшим во время бомбардировки

6 апреля 1941 года в 7 часов 10 минут, в ходе немецких бомбардировок, двор церкви, на котором во рву укрывались люди, подвергся авиаудару. Храм был частично разрушен, а хвойные деревья, посаженные в 1906 году, были вырваны из земли. Спустя двадцать дней немцы согнали военнопленных и евреев для поиска останков. Всего было вывезено около 180 погибших, похороненных на Новом кладбище.
В 1945—1947 годах храм частично восстановлен. В 1958 году восстановлен экстерьер. В 1962 году академический художник Ярослав Кратина восстановил фрески и интерьер храма. Восстановленную церковь освятил 25 ноября 1962 года патриарх Сербский Герман.
Во дворе храма установлен чёрный мраморный крест в память о погибших в ходе бомбардировки 1941 года.